# Línea 8 (Bus Castellón)
La línea 8 del Transport Urbà de Castelló (TUCS) circunvala la ciudad empezando y terminando su recorrido en el Hospital General.

## Características
Esta línea circunvala Castellón, desde el Hospital General circula por María Rosa Molás, Columbretes, Fernando El Católico, Chatellerault, Casalduch, pasando por el pabellón Ciudad de Castellón, circulando luego por la Gran Vía Tárrega Monteblanco, Dr. Clará, Cardenal Costa, Ctra. Borriol, llegando al Cementerio, para luego circular por el Grupo San Bartolomé, Grupo San Marcos, Avda. Castell Vell, para llegar de nuevo al Hospital General.

### Frecuencias
| Circular (Inicio desde el Hospital General) | Circular (Inicio desde el Hospital General) | Circular (Inicio desde el Hospital General) |
| Día                                         | Horario                                     | Frecuencia                                  |
| ------------------------------------------- | ------------------------------------------- | ------------------------------------------- |
| De Lunes a viernes                          | de 07:00 a 22:00                            | 30'                                         |
| Sábado, Domingo y festivos                  | de 07:00 a 22:00                            | 60'                                         |

## Recorrido
| Circular | Circular                                     | Circular |
| N.º      | Parada                                       | Enlaces  |
| -------- | -------------------------------------------- | -------- |
|          | HOSPITAL GENERAL (Av. Castell Vell)          |          |
|          | Hospital General                             |          |
|          | Avda. Benicasim (Pol. Estadio B)             |          |
|          | Estadio Castalia                             |          |
|          | C/ Calderón de la Barca (Colegio)            |          |
|          | C/ María Rosa Molas (Plaza Primer Molí)      |          |
|          | C/ Pintor Carbó                              |          |
|          | C/ Columbretes, 25                           |          |
|          | C/ Columbretes, 3                            |          |
|          | Avda. Fernando El Católico, 6                |          |
|          | Avda. Fernando El Católico, 32               |          |
|          | Avda. Chatellerault, 7                       |          |
|          | Avda. Casalduch, 80                          |          |
|          | Avda. Casalduch (IES Matilde Salvador)       |          |
|          | C/ Panderola, 17                             |          |
|          | C/ Músico Pascual Asencio, 4                 |          |
|          | C/ Músico Pascual Asencio, 42                |          |
|          | Gran Vía Tárrega Monteblanco (Grupo Diago)   |          |
|          | Gran Vía Tárrega Monteblanco (Hospital)      |          |
|          | Gran Vía Tárrega Monteblanco (C/ Barrachina) |          |
|          | Avda. Dr. Clará, 36                          |          |
|          | Avda. Dr. Clará (Avda. Villarreal)           |          |
|          | Avda. Alcora (C/ Useras)                     |          |
|          | C/ Pintor Oliet (Estación Intermodal)        |          |
|          | C/ Cardenal Costa (Delante Ford)             |          |
|          | Ctra. Borriol (Tanatorio)                    |          |
|          | Cementerio (Cuadra Borriolenc)               |          |
|          | Cuadra Borriolenc, 3 (Grupo San Bartolomé)   |          |
|          | Grupo San Marcos                             |          |
|          | Av. Castell Vell                             |          |
|          | Hospital General (Av. Castell Vell)          |          |